# Centella abbreviata
Centella abbreviata är en växtart i släktet centellor och familjen flockblommiga växter.
Arten är en perenn ört som förekommer på Madagaskar och Réunion. Den beskrevs som Hydrocotyle abbreviata av Achille Richard 1820, och fick sitt nu gällande namn av John Axel Nannfeldt 1924.